# Ina (Vorname)
Ina ist ein weiblicher Vorname. 

## Herkunft
Der Name ist als eine Kurzform der Vornamen, die auf ina enden, gebräuchlich. Das sind beispielsweise:
- Elina
- Karolina
- Katharina
- Marina
- Regina
- Kristina

Weiterhin ist Ina genauso wie Inna als eigenständiger Name verbreitet.

## Varianten
- Ini (Verniedlichung)
- Inna
- Inchen (Verniedlichung)
- Inalein (Verniedlichung)
- Ino
- Inah
- Ihna

## Bekannte Namensträger
- Ina († 728), König von Wessex

## Bekannte Namensträgerinnen
- Ina Albowitz (* 1943), deutsche Politikerin (FDP)
- Ina Reni Alexandrow, deutsch-bulgarische Singer-Songwriterin
- Ina Balin (1937–1990), US-amerikanische Schauspielerin
- Ina Barfuss (* 1949), deutsche Künstlerin
- Ina Bauer (1941–2014), deutsche Eiskunstläuferin
- Ina Bergmann (* 1966), deutsche Journalistin und Fernsehmoderatorin
- Ina Beyermann (* 1965), deutsche Schwimmerin
- Ina Bleiweiß (* 1968), deutsche Schauspielerin
- Ina Bornkessel-Schlesewsky (* 1979), deutsche Neurolinguistin
- Ina Böttcher (* 1975), deutsche Rundfunk- und TV-Journalistin und Moderatorin
- Ina Brandes (* 1977), deutsche Politikerin (CDU), Ministerin für Verkehr des Landes Nordrhein-Westfalen
- Ina Claire (1893–1985), US-amerikanische Film- und Bühnenschauspielerin
- Ina Deter (* 1947), deutsche Musikerin und Liedermacherin
- Ina Dietz (* 1972), deutsche Journalistin und Fernsehmoderatorin
- Ina Duscha (* 1935), österreichische Schauspielerin
- Ina-Lena Elwardt (* 1981), deutsche Handballspielerin
- Ina Ender (1917–2008), deutsche Widerstandskämpferin
- Ina Garten (* 1948), US-amerikanische Köchin, Kochbuchautorin, Kolumnistin
- Ina May Gaskin (* 1940), US-amerikanische Hebamme
- Ina Gliznuța (* 1973), moldauische Hochspringerin
- Ina Großmann (* 1990), deutsche Handballspielerin
- Ina von Grumbkow (1872–1942), deutsche Abenteurerin und Autorin
- Ina Hartwig (* 1963), deutsche Autorin
- Ina Hildebrandt (* 1978), deutsche Biathletin
- Ina Ray Hutton (1916–1984), US-amerikanische Bigband-Leaderin
- Jana Ina (* 1976), brasilianische Moderatorin, Schauspielerin und Model
- Ina Jens (1880–1945), Schweizer Schriftstellerin
- Ina Kaplan (* 1987), deutsche Poolbillardspielerin
- Ina Kersten (* ?), deutsche Mathematikerin
- Ina Kleber (* 1964), deutsche Schwimmerin
- Ina Paule Klink (* 1979), deutsche Schauspielerin
- Ina Korter (* 1955), deutsche Politikerin (Bündnis 90/Die Grünen)
- Ina Kramer (1948–2023), deutsche Grafikerin und Autorin von Fantasy-Romanen
- Ina Kutulas (* 1965), deutsche Autorin
- Ina Lenke (* 1948), deutsche Politikerin (FDP)
- Ina Leukefeld (* 1954), deutsche Politikerin (Die Linke) und Mitglied im Thüringer Landtag
- Ina Lohr (1903–1983), niederländisch-schweizerische Violinistin, Kirchenmusikerin und Komponistin
- Ina Loitzl (* 1972), österreichische Video- und Textilkünstlerin
- Ina Marčiulionytė (* 1963), litauische Diplomatin und Politikerin, Vizeministerin
- Ina Martell (* 1944), deutsche Sängerin und Schauspielerin
- Ina Meise-Laukamp (* 1957), deutsche Politikerin (SPD)
- Ina Menzer (* 1980), deutsche Boxerin
- Ina Muhß (* 1957), deutsche Politikerin (SPD)
- Ina Müller (* 1965), deutsche Musikerin-Kabarettistin und Autorin
- Ina Müller-van Ast (1927–2018), niederländische Politikerin
- Ina Paul (* 1935), deutsche Dramaturgin und Schriftstellerin
- Ina Peters (1928–2004), österreichische Filmschauspielerin
- Ina Peuten (* 1942), deutsche Badmintonspielerin
- Ina Reinders (* 1979), deutsche Triathletin und Duathletin
- Ina Rex (1846–1910), deutsche Schriftstellerin
- Ina Rösing (1942–2018), deutsche Kulturanthropologin
- Ina Ruck (* 1962), deutsche Journalistin und Fernsehkorrespondentin
- Ina Rudolph (* 1969), deutsche Schauspielerin
- Ina Schieferdecker (* 1967), deutsche Informatikerin
- Ina Schukawa (* 1986), belarussische rhythmische Sportgymnastikerin
- Ina Seidel (1885–1974), deutsche Schriftstellerin
- Ina Stein (* 1925), deutsche Kostümbildnerin
- Ina Strelow (* 1958), deutsche Schriftstellerin
- Ina Trabesinger (* 1982), österreichische Musicaldarstellerin
- Ina Weisse (* 1968), deutsche Schauspielerin

## Doppelname
- Ina-Alice Kopp (* 1981), österreichische Schauspielerin
- Ina-Maria Federowski (1949–2017), deutsche Sängerin
- Ina-Maria Greverus (1929–2017), deutsche Volkskundlerin und Kulturanthropologin
- Ina-Maria Mihályhegyi-Witthaut (1946–1987), deutsche Künstlerin
- Ina-Yoko Teutenberg (* 1974), deutsche Profi-Radrennfahrerin